# مسجد خسرو شير
مسجد خسرو شیر هو مسجد متعلق بالدولة السلجوقية ويقع في محافظة خراسان رضوي، خسرو شير.

## معرض الصور

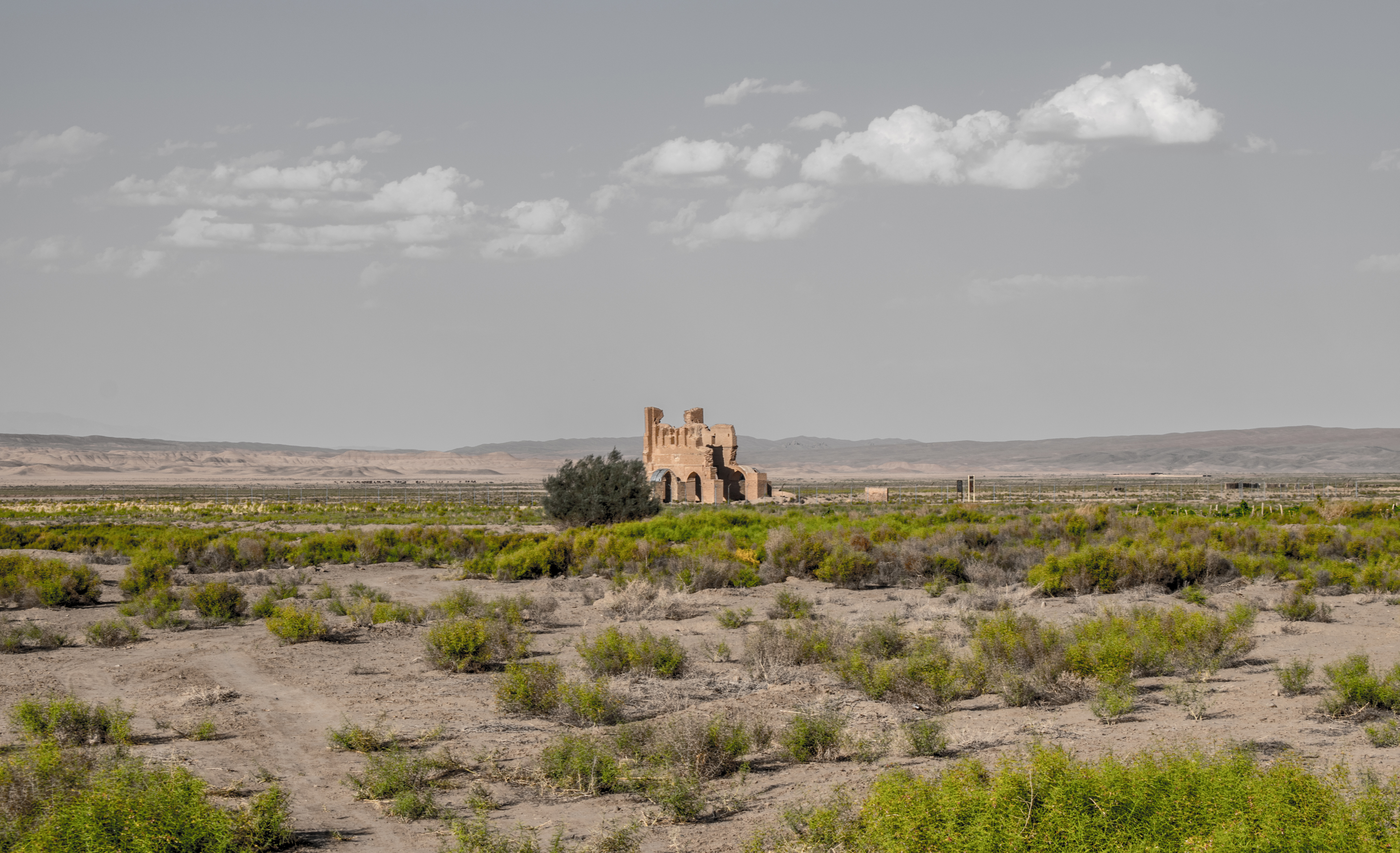
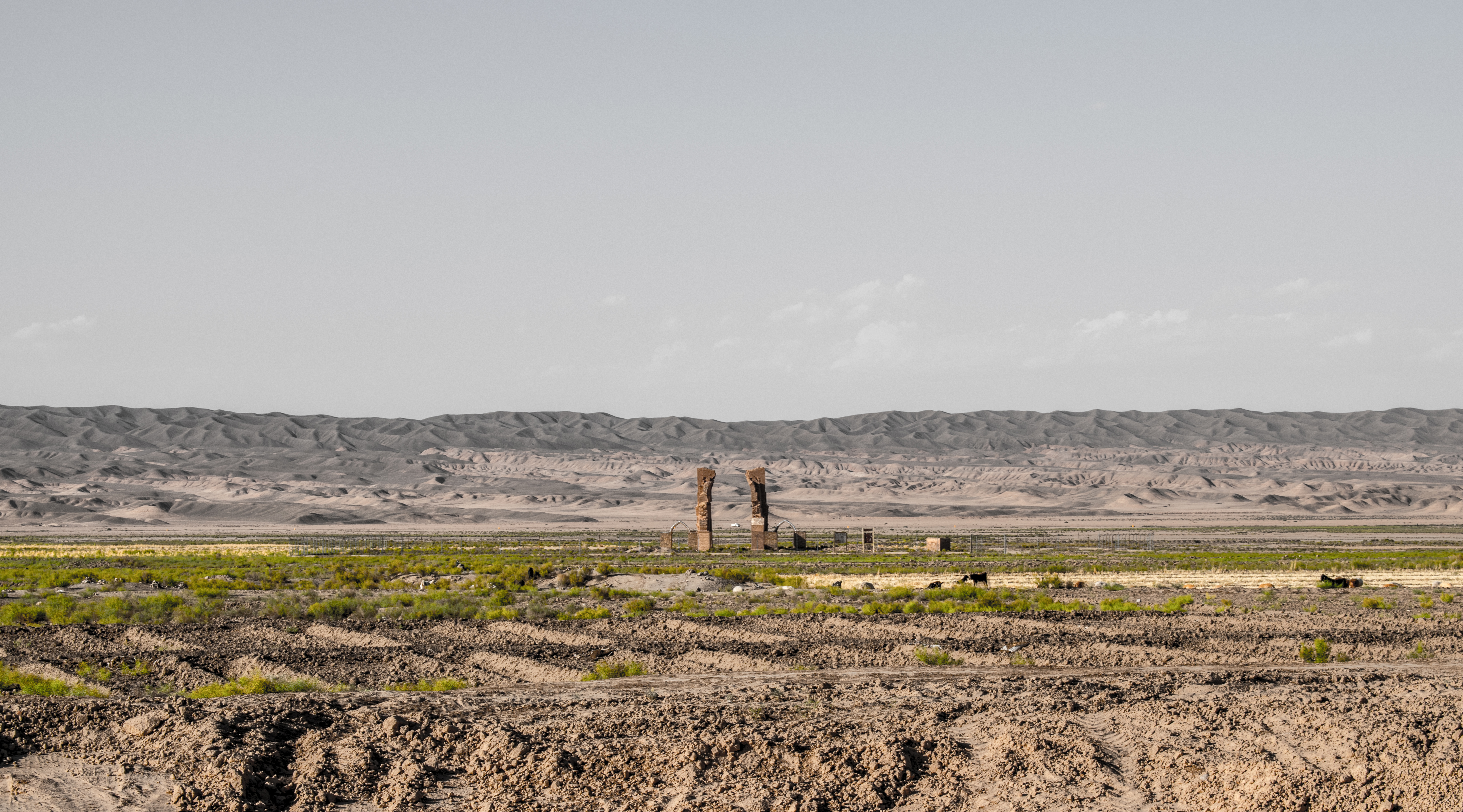
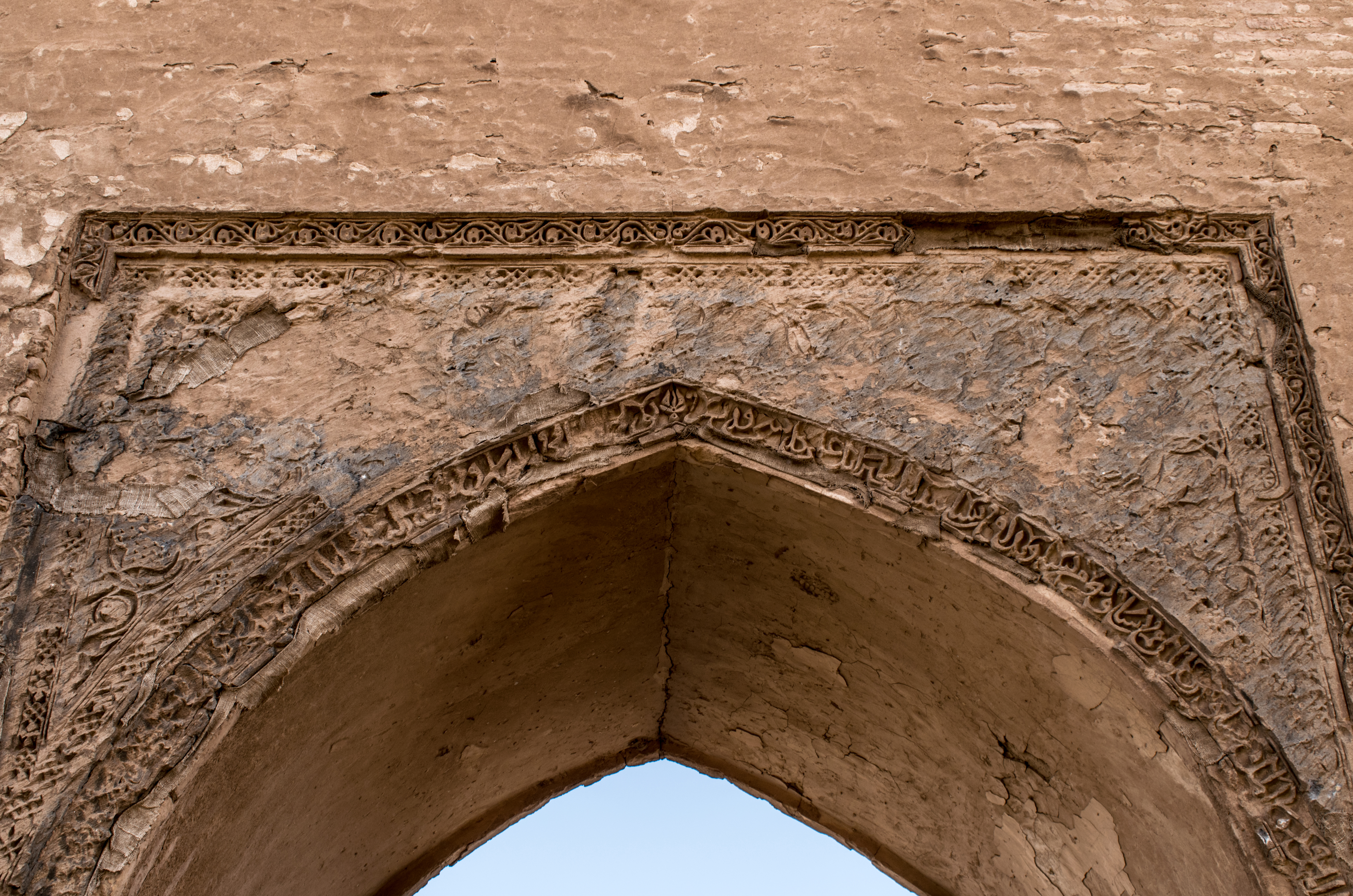
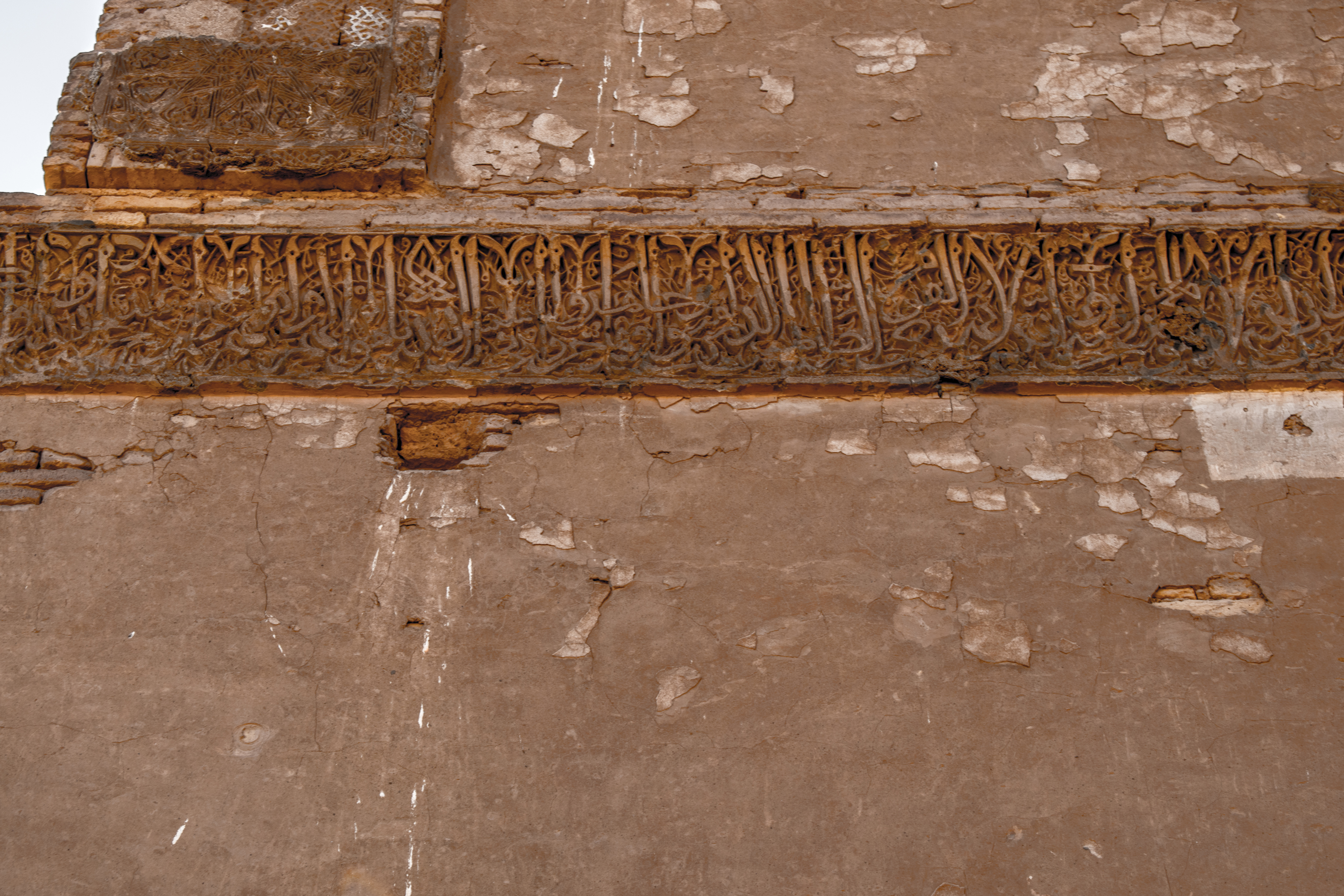
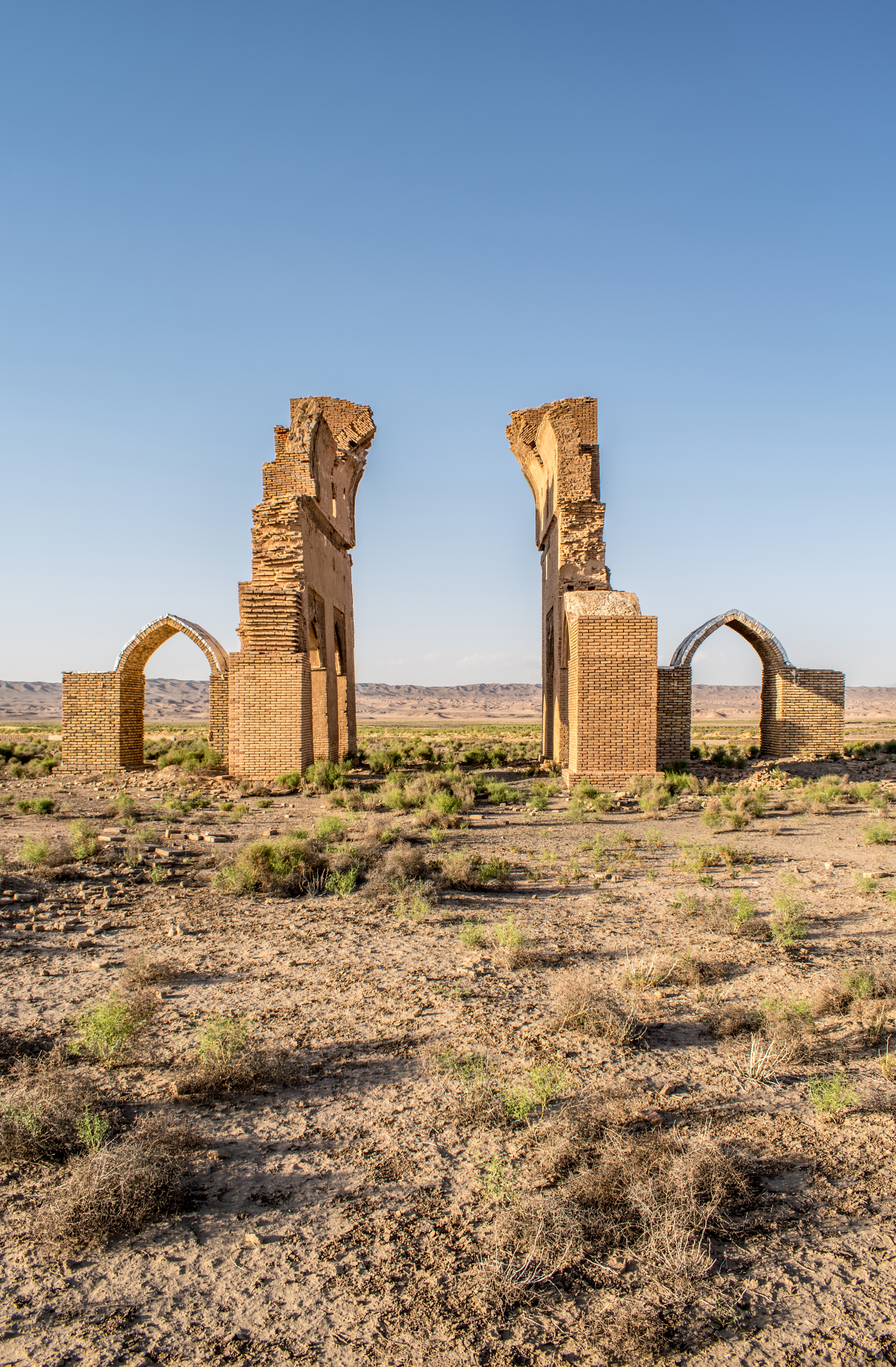
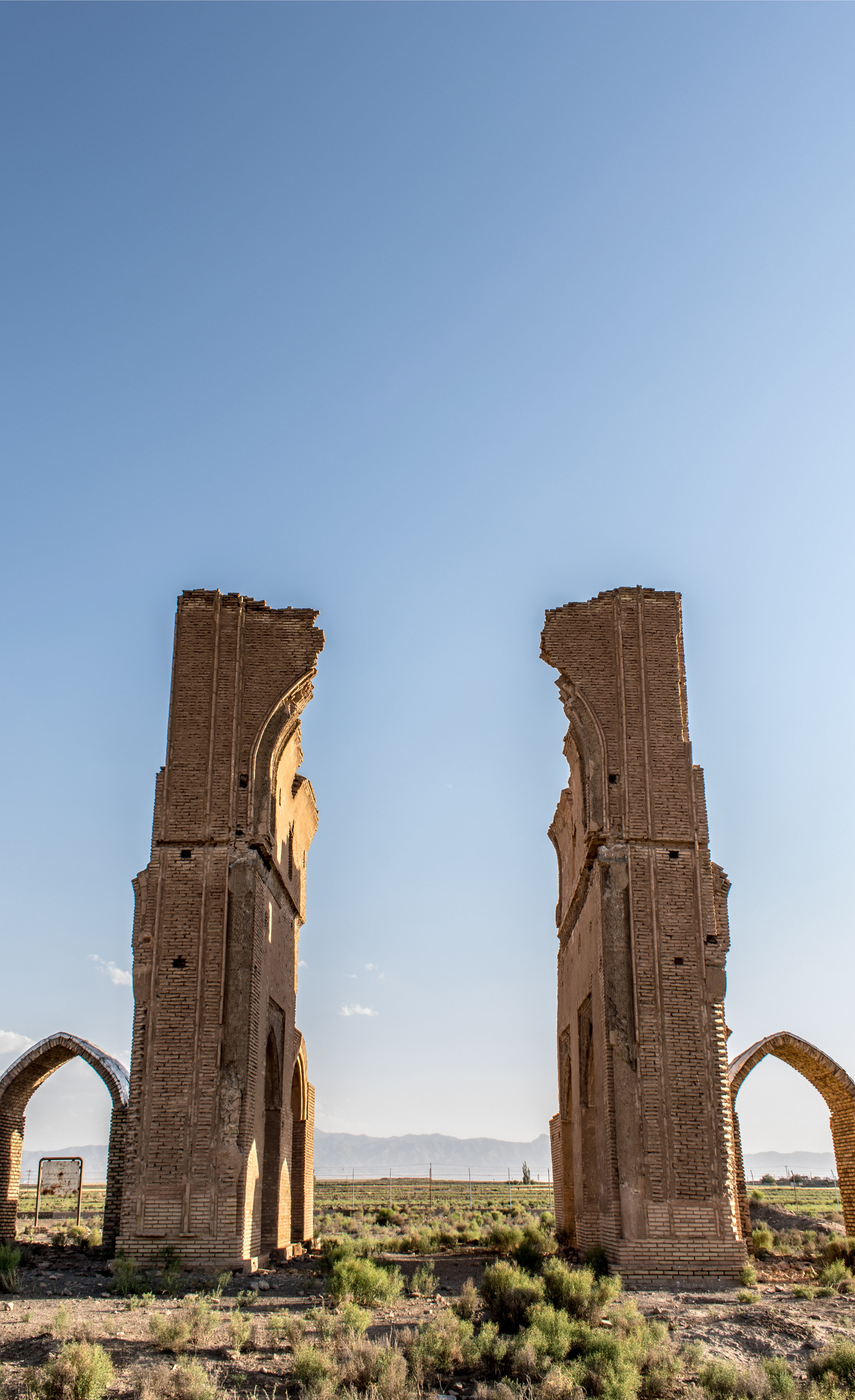
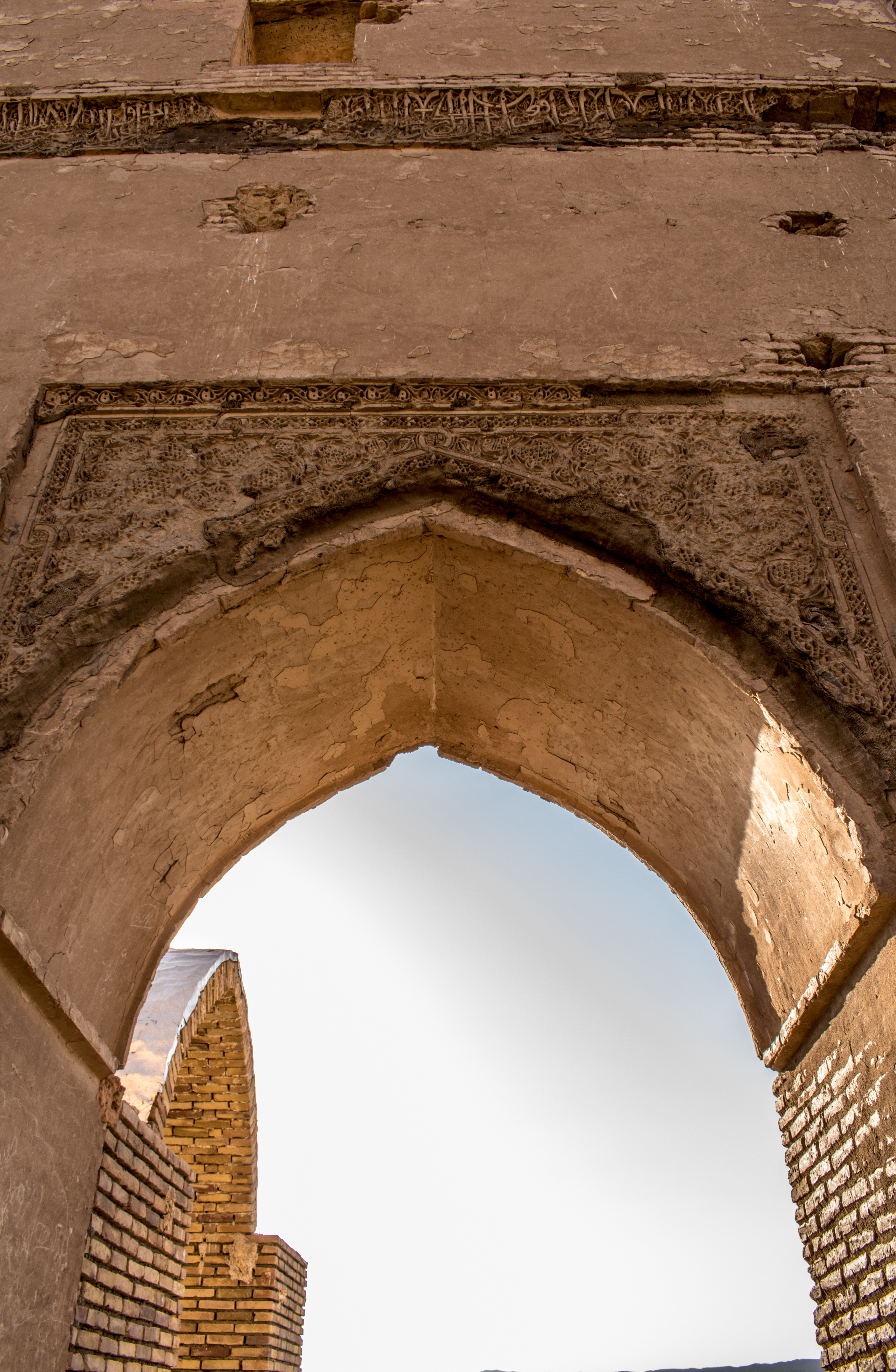
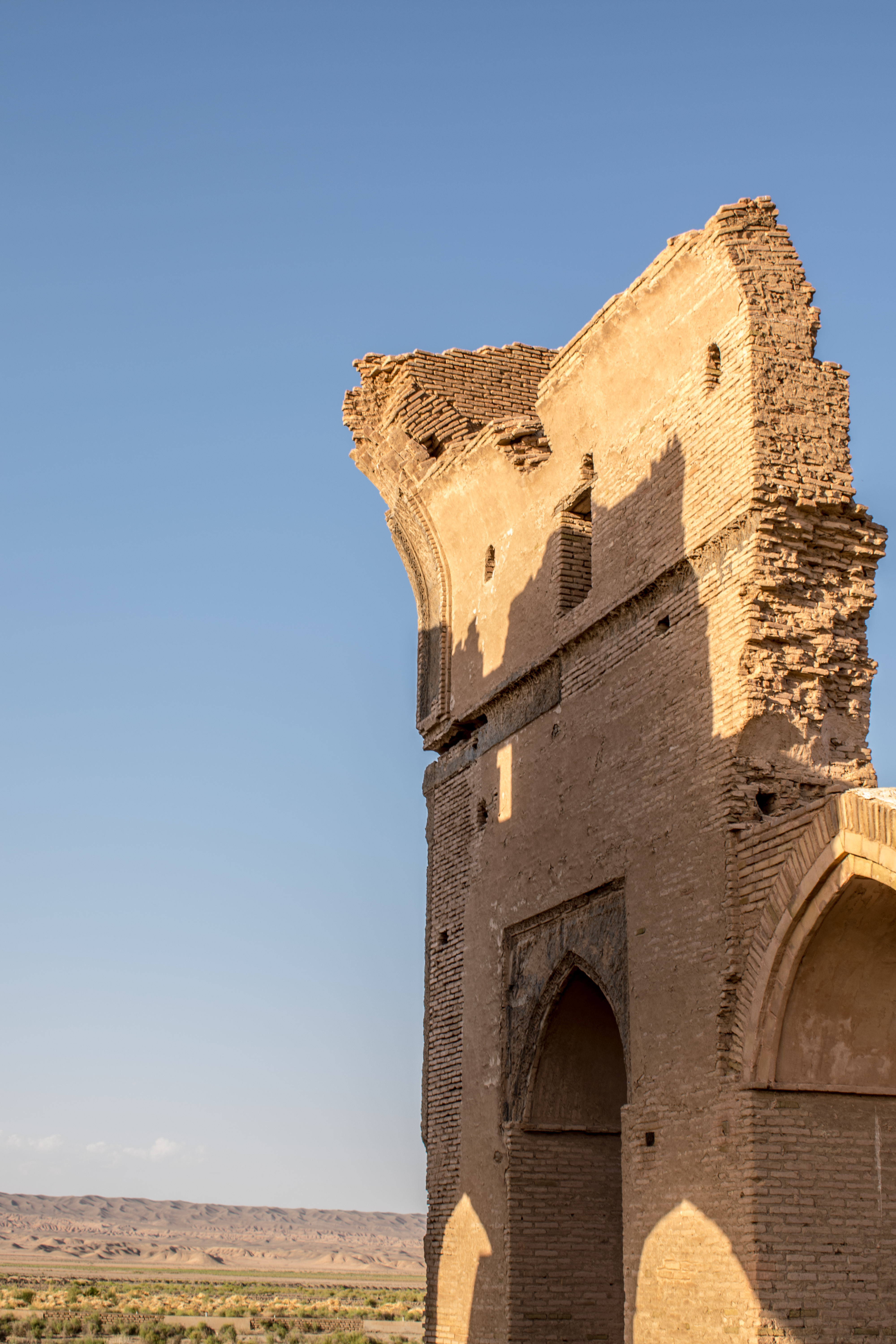